# 반남 박씨
반남 박씨(潘南 朴氏)는 전라남도 나주시 반남면을 본관으로 하는 한국의 성씨이다.

## 역사
시조 박응주(朴應珠)는 고려조에 반남호장(潘南戶長)을 지냈다. 묘는 전라남도 나주시 반남면 흥덕리에 위치한다.
박응주의 현손인 박상충(朴尙衷)이 1353년(공민왕 2년) 과거에 급제하여 판전교시사(判典校寺事)를 역임하였다.
박상충의 아들인 박은(朴訔)이 1385년(고려 우왕 11년) 문과에 급제하고 조선 개국 후 이방원을 도와 좌명공신(佐命功臣)에 녹훈되었으며 금천부원군(錦川府院君)으로 봉군되었다.
또한 조선 후기 풍양 조씨 장동 김씨와 함께 세도정치를 이끌던 가문이었다.
반남 박씨는 조선시대에 문과 급제자 215명, 상신 7명, 대제학 2명, 왕비 2명, 후궁1명을 배출하였고, 박세채가 문묘와 종묘에 배향됐다.
조선시대 문묘배향 18현과 종묘배향공신을 동시에 배출한 국반(國班)이다

## 분파
정재공파, 춘당공파, 판관공파, 가선공파, 세양공파, 도정공파, 부윤공파, 부솔공파, 판서공파, 진사공파, 참판공파,남일공파, 직장공파등이 있다.

## 저명 인사
| 국가     | 성명     | 설명                                             |
| -------- | -------- | ------------------------------------------------ |
| 고려     | 박상충   | 고려 문신 (문정공파)                             |
| 고려     | 박은     | 고려 말 조선 전기의 문신, 좌명공신 (평도공파)    |
| 조선     | 박규     | 조선 초 관찰사,예조참판,이조참판 (참판공파 시조) |
| 조선     | 박숭질   | 조선 전기의 문신, 좌의정, 좌리원종공신 (--공파)  |
| 조선     | 인성왕후 | 조선 인종의 왕비                                 |
| 조선     | 의인왕후 | 조선 선조의 왕비                                 |
| 조선     | 박세채   | 종묘 및 문묘 동시 배향공신 (오창공파)            |
| 조선     | 박세당   | 조선의 실학자 (--공파)                           |
| 조선     | 박지원   | 조선의 실학자 (--공파)                           |
| 조선     | 박규수   | 조선의 학자 (--공파)                             |
| 조선     | 박태보   | 조선의 학자 (--공파)                             |
| 조선     | 박정양   | 조선 말기의 문신 (--공파)                        |
| 조선     | 박영효   | 조선 말기의 관료 (오창공파)                      |
| 조선     | 박제순   | 조선 말기의 관료                                 |
| 조선     | 박천주   | 증호조참판 (사직공파)                            |
| 조선     | 박세현   | 조선의 문신 통례원찬의 증병조참판 (사직공파)     |
| 일제시대 | 박이양   | 중추원참의 (--공파)                              |
| 일제시대 | 박희양   | 중추원참의 (--공파)                              |
| 대한민국 | 박계양   | 대한민국 초대의사 (의사면허 제1호) (--공파)      |
| 대한민국 | 박찬법   | 기업인 (금호아시아나그룹 회장) (--공파)          |
| 대한민국 | 박찬숙   | 전 국회의원 (--공파)                             |
| 대한민국 | 박제혁   | 전 부천시장 (--공파)                             |

## 항렬자
반남 박씨의 항렬은 모든 파가 동일하다.
| 15세   | 16세   | 17세   | 18세   | 19세     | 20세   | 21세     | 22세   | 23세     | 24세          | 25세     | 26세   | 27세                       | 28세                 | 29세         | 30세          | 31세              | 32세          | 33세              | 34세          | 35세              | 36세          |
| ------ | ------ | ------ | ------ | -------- | ------ | -------- | ------ | -------- | ------------- | -------- | ------ | -------------------------- | -------------------- | ------------ | ------------- | ----------------- | ------------- | ----------------- | ------------- | ----------------- | ------------- |
| 세(世) | 태(泰) | 필(弼) | 사(師) | 口원(源) | 종(宗) | 口수(壽) | 제(齊) | 口양(陽) | 승(勝) 영(泳) | 口서(緖) | 찬(贊) | 口우(雨) 口하(夏) 口준(雋) | 천(天) 인(仁) 지(持) | 춘(春)승(承) | 헌(憲) 영(寧) | 口오(五) 口오(吾) | 장(章) 재(宰) | 口호(虎) 口순(純) | 겸(謙) 선(善) | 口욱(旭) 口구(九) | 평(平) 두(斗) |

## 인구
- 2000년 139,438명
- 2015년 160,964명

## 집성촌
- 경기도 파주시, 김포시 (대종파)
- 전라남도 나주시, 영암군 (남곽공파)
- 전라북도 무주군, 진안군 (직장공파,호장공파)
- 충청남도 예산군 (부윤공파, 도정공파)
- 충청남도 금산군 남일면·부리면 (5세직장공 상경파)
- 충청남도 논산시 상월면 (참봉공파)
- 충청남도 공주시 탄천면 (반성부원군파)
- 경상북도 문경시, 예천군 (숙천부사공파)
- 경상북도 영주시, 안동시, 봉화군 (판관공파)
- 경상남도 산청군 생초면, 함양군 (춘당공파)
- 충청북도 진천군 초평면 (사직공파)